# Баудиссен, Вольф Генрих фон
Граф Вольф Генрих фон Баудиссен (нем. Wolf Heinrich von Baudissin; 1 сентября 1671 — 24 апреля 1748) — кабинет-министр и генерал-ашеф.

## Биография
Он происходил из аристократической офицерской семьи фон Баудиссен, происходившей из Верхней Лужицы и названной в честь города Баутцен, где предки служили министериалами в средние века. Его отцом был Генрих Гюнтер фон Баудиссин (1641-1673), его дед был генералом Тридцатилетней войны Вольфом (Вульфом) Генрихом фон Баудиссеном, который перевел семью в герцогство Шлезвиг. Будучи молодым офицером на голштинской службе, он участвовал в Войне за испанское наследство и проявил себя в кампаниях в Брабанте и Фландрии.
В 1710 году он поступил на службу к польскому королю и саксонскому курфюрсту Августу Сильному в звании генерал-лейтенанта и участвовал в Северной войне в Северной Германии и Польше против Швеции.
Уже 29 ноября 1714 года он был произведен в генералы от кавалерии, а 29 ноября того же года стал командовать кавалерийским полком. В 1730 году король сделал его кавалером Польского ордена Белого орла.
Похоже, что он пользовался большим расположением и у Фридриха Августа II,  поскольку последний назначил его министром кабинета министров в 1733 году после смерти Августа и отправил его вместе с министром кабинета Вакербартом в Варшаву для участия в его избрании польским королем.
7 октября 1736 года Баудиссен был посвящен в рыцари недавно учрежденного Ордена Генриха[1], а 12 декабря 1736 года ему было поручено командование Курской саксонской армией. Он простился с ней 26 сентября 1741 года и удалился в свои гольштейнские владения, где и умер несколько лет спустя.
Получив диплом от 28 февраля 1741 года, он был возведен в ранг имперского графа курфюрстом, действовавшим в качестве имперского викария.